# 안세이 도카이 지진
안세이 도카이 지진(일본어: 安政東海地震)은 에도 시대 1854년 12월 23일(가에이 7년 음력 11월 4일)에 일어난 도카이 지진이다. 여기서 '도카이 지진'이라 함은 난카이 해곡의 동쪽 절반 도카이도 해역을 진원으로 하는 지진을 말하는 것으로, 이른바 도난카이 지진의 진원역도 안세이 도카이 지진 진원역에 포함되어 있는 것으로  추정된다.
난카이 해곡 거대지진의 일부로 도카이 지진이 있기 32시간 후에 일어난 안세이 난카이 지진과 묶어서 안세이 지진(일본어: 安政地震) 또는 안세이 대지진(일본어: 安政大地震)이라 통칭하여 부른다. 이들 지진은 가에이 연간에 일어난 지진이나 천재지변 및 궁궐 화재, 페리 원정 사건 등의 이유로 연호를 개원하여 1854년을 원년으로 안세이로 바꿨기 때문에 '안세이 지진'이라 불린다. 지진이 일어난 당시엔 도라 대변(일본어: 寅の大変)라 불리기도 했다.
안세이 도카이 지진은 하루 뒤 일어난 안세이 난카이 지진과 함께 기록이 많이 남은 역사지진 중 하나로, 여러 고서에 지진에 대한 기록이 남아있다. 또한 안세이 시기 무렵부턴 고서 및 일기 외에도 편지 등 여러 종류의 기록에도 지진에 대한 설명이 나오기 시작하면서 재해 시 사람들의 상세한 행동 기록도 남게 되었다.

## 에도 시대의 관련 지진
에도 시대엔 난카이 해곡을 잇는 지역을 진원으로 하는 지역에 일어난 지진으로 1707년(호에이 4년)에 일어난 호에이 지진이 있었다. 또한 안세이 지진은 '호에이 지진의 여파로 일어난 지진'으로 추정하는 학자들도 있어 호에이 지진 147년 후 일어난 난카이 해곡 거대지진은 지진 발생 간격이 짧은 편에 속하는 것이다는 주장도 있다.
1605년(게이초 9년)에 일어난 게이초 지진도 한때 진원역이 난카이도 해역에서 도카이도 해역에 걸친 난카이 해곡의 해일지진이라는 견해도 있었다. 하지만 게이초 지진의 진원역에는 여러 설이 존재하여 난카이 해곡 거대지진이 맞는지에 대해서 의문점이 남아 있으며 이즈-오가사와라 해구에서 일어난 지진이라는 설에서 먼 지역에서 온 쓰나미라는 설도 존재한다.
안세이 난카이 지진 이틀 후엔 호요 해협에서 규모 M7.0의 호요 해협 지진이 일어났다. 이듬해인 1855년엔 간토 지방에서 규모 M6.9-7.4의 안세이 에도 지진이 일어났다. 안세이 도카이 지진, 난카이 지진, 에도 지진을 묶어 안세이 3대 지진(일본어: 安政三大地震)이라 하며 1854년 이가우에노 지진, 1858년 히에쓰 지진 등 안세이 연간 연달아 일어난 대지진을 묶어 안세이 대지진이라 일컫는다.

## 지진

### 지진동
1854년 12월 23일, 일본 표준시(JST)로 9시가 막 넘어갈 무렵 구마노나다, 엔슈나다 해상에서 스루가만까지를 진원으로 하는 영역에서 거대지진이 일어났다. 필리핀해판이 유라시아판 아래로 섭입하여 침강하는 난카이 해곡에서 일어난 전형적인 해구형지진인 것으로 추정된다. 러시아 프리깃 디아나호 기록에선 9시 15분 경 해저지진으로 보이는 진동이 2-3분 정도 계속되었다고 기록하고 있다.
스루가만 연안 지역의 피해가 매우 극심했고 스루가만 서부 및 고후 분지 지역이 진도7일 것으로 추정되기 때문에 안세이 도카이 지진의 진원역은 호에이 지진 때보다 스루가만 안쪽에 들어가 있거나 내륙에 있었다는 주장도 있다. 진도4 이상의 진동을 느낀 영역은 도호쿠 지방 남부에서 주고쿠, 시고쿠 지역까지 광범위했으며 진원역 길이는 300km 이상으로 추정된다.
누마즈 번사들에 따르면 처음 흔들림이 시작될 땐 그리 강하지 않았지만 곧 강진이 닥쳐 땅에 엎드려서 움직이지 못할 정도의 흔들림이 왔다고 한다. 여러 기록에선 흔들림이 시작된 때부터 강진이 올 때까지 걸린 시간은 대략 담배 4-5모금을 빨 정도의 시간이라고 기록하고 있다.
도사 고치에서도 흔들림이 매우 강하게 느껴져 "이전까지 없었던 드문 지진"으로 토장의 벽이 금이 갈 정도였다고 기록되어 있다. 또한 규슈에서도 지진 진동을 느낄 정도였는데, 분고국 사에키번에서는 땅이 약간 흔들리는 지진을 느꼈다고 기록되어 있다.
아래는 우사미(宇佐美, 1983, 2003)의 두 연구에 따른 안세이 도카이 지진의 추정 진도 분포이다.
| 가도                                                           | 추정 진도 |
| -------------------------------------------------------------- | --- |
| 기나이                                                         | 교토(4-5), 오사카(5-6), 사카이(5-6), 기시와다(4-5), 나라(5), 고리야마(6), 오이우다(4-5), 요시노(4-5), 고조(4-5), 아마가사키(5-6), 진도(E) |
| 도카이도 (슈쿠바)                                              | 에도(5) - 시가나와 - 가와사키(5-6) - 가나가와(5-6) - 호도가야(5-6) - 도쓰카(5-6) - 후지사와(4-5) - 히라쓰카(5) - 오이소(5) - 오다와라(5) - 하코네(6) - 미시마(6-7) - 누마즈(6) - 하라(5) - 요시와라(6-7) - 간바라(7) - 유이(5) - 오키쓰(6-7) - 에지리(6) - 후추(6) - 마리코(6) - 오카베(6) - 후지에다(5-6) - 시마다(6) - 가나야(5-6) - 닛사카(5-6) - 가케가와(6-7) - 후쿠로이(7) - 미쓰케(6-7) - 하마마쓰(5-6) - 마이사카(5-6) - 아라이(5-6) - 시라스카(5-6) - 후타가와(5-6) - 요시다(6) - 고유슈쿠(5) - 아카사카슈쿠(5) - 후지카와(5) - 오카자키(5) - 지류(5-6) - 나루미(5-6) - 미야(5-6) - 구와나(5) - 욧카이치(5-6) - 이시야쿠시 - 요노(5) - 가메야마(5) - 세키슈쿠(5) - 사카시카 - 쓰치야마 - 미나쿠치(5) - 이시베(5) - 구사쓰(5) - 오쓰(5) - 교토(4-5)                                         |
| 도카이도                                                       | 시모쓰마(E), 초시(e), 사와라(4), 구주구(E), 가쓰우라(e), 나라시노(E), 후나바시(E), 소카(5), 이와쓰키(4), 하치오지(E), 오쓰키(5-6), 고슈(4-5), 고후(6), 고사이(7), 가지카자와(6-7), 우라가(5), 니지마섬(5), 아타미(5), 시모다(5), 도이긴잔(5-6), 마쓰오카(7), 사가라(7), 이케신덴(6), 요코스카(5-6), 신시로(5-6), 니시로(5-6), 다하라(5-6), 오와리(5-6), 고모노(5-6), 쓰(5-6), 마쓰사카(5-6), 히사이(6), 후타미가(5-6), 도바(5-6), 우에노(5) |
| 나카센도 (슈쿠바)                                              | 에도(5) - 이타바시 - 와라비(5) - 우라와 - 오미야(5) - 아게오 - 오케가와(5) - 고노스 - 구마가이(E) - 후카야 - 혼조 - 신마치 - 구라가노 - 다카사키슈쿠(4-5) - 이타하나 - 안나카 - 마쓰이다 - 사카모토 - 가루이사와 - 구쓰카케 - 오이와케(4) - 오타이 - 이와무라다(5-6) - 시오나다 - 야와타 - 모치즈키 - 아시다 - 나가쿠보 - 와다 - 시모스와(6) - 시오지리 - 세바 - 모토야마 - 니에카와 - 나라이 - 야부하라 - 미야노코시 - 후쿠시마(5) - 아게마쓰(4) - 스하라 - 노지리슈쿠 - 미도노 - 쓰마고 - 마고메(4-5) - 오치아이 - 나카쓰가와(5) - 오이(5) - 오쿠테(5) - 호소쿠테 - 미타케 - 후시미 - 오타 - 우누마 - 가노 - 고도 - 미에지 - 아카사카 - 다루이(5-6) - 세키가하라(5-6) - 이마스 - 가시와바라 - 사메가이 - 반다 - 도리이모토 - 다카미야 - 에치가와 - 무사 - 모리야마(5) - 구사쓰 - 오쓰 - 교토(4-5) |
| 도산도                                                         | 오이시다(e), 요네자와(4), 아이즈(4), 시라카와(4), 다지마(e), 닛코(4), 다테바야시(5), 모카(E), 누마타(E), 이세사키(4), 다카사키(4-5), 시모니타(4), 이이야마(5), 젠코지(4), 마쓰시로(5-6), 우에다(5), 고모로(4-5), 마쓰모토(6), 스와(5-6), 다카토(5), 이이다(5), 이나다(5), 다카야마 진야(E), 시로토리(E), 이와무라(5), 오가키(5-6), 다루이(5-6), 가미이시즈(5), 나가하마(5), 히코네(5) |
| 호쿠리쿠도                                                     | 분수(e), 산조(e), 가시와자키(4), 다카오카(4-5), 히미(5), 가나자와(4-5), 고마쓰(4), 야마나카(4-5), 다이쇼지(5-6), 마루오카(5), 오노(4-5), 후쿠이(5-6), 사바에(E), 쓰루가(5-6), 오바마(4-5) |
| 산인도                                                         | 가메야마(4), 소노베(5), 미야즈(E), 이즈시(S), 이쿠노(e), 하마사카(E), 돗토리(S), 사카이미나토(e), 히로세(S), 마쓰에(S), 하기(S) |
| 산요도                                                         | 아카시(S), 가코가와(4-5), 히메지(4), 다쓰노(e), 아코(E), 쓰야마(e), 오카야마(e), 구라시키(E), 미요시(E), 후쿠야마(e), 오노미치(e), 구레(S), 히로시마(4), 이와쿠니(e), 오고리(e) |
| 난카이도                                                       | 오와세(5), 신구(5-6), 가쓰우라(5), 구시모토(E), 다나베(5), 시라하마(5), 와카야마(5), 스모토(E), 도쿠시마(5), 유키(4-5), 다카마쓰(4-5), 마루가메(E), 다도쓰(e), 젠쓰지(e), 고토히라(e), 다키와마(E), 고마쓰(M), 이마바리(e), 마쓰야마(e), 오즈(e), 요시다(e), 무로토(e), 고치(4), 스사키(e), 가미노카에(e), 구보카와(E), 나카무라(e), 스쿠모(e) |
| 사이카이도                                                     | 구루메(E), 사가(e), 구마모토(e), 나카쓰(e), 기쓰키(e), 히지(e), 벳푸(e), 오이타(e), 우스키(e), 사이키(e) |
| S: 강한 지진(≧4), E: 대지진(≧4), M: 중지진(2-3), e: 소지진(≦3) | |

### 피해
지진 피해는 간토 지방에서 긴키 지방에 달하여 누마즈에서 이세만 사이 지역, 특히 하코네슈쿠와 미쓰케슈쿠 사이의 도카이도 지역 및 고후 분지 지역에 주택 붕괴 피해가 극심했다. 가이국, 시나노국, 오미국, 셋쓰국, 에치젠국, 가가국에서 주택 붕괴 피해가 보고되었다.
호에이 지진때보단 화재가 적었으나 안세이 도카이 지진으로 인해 도카이도를 중심으로 각지에서 화재가 일어나 시나노국 마쓰모토 번에선 성 아래 집들이 거의 대부분 붕괴되고 대화재가 일어나 350칸의 주택이 불에 타 소실되는 피해를 입었다. 특히 도카이도의 슈쿠차 피해를 종합하면 미시마슈쿠에서 시라스카슈쿠 근처까지 일제히 "완전히 붕괴"되었거나 "완전히 불에 타는" 피해를 입었으나 고유슈쿠 서쪽은 피해가 비교적 약했다.
에도에서도 고대의 히비야 강 어귀였던 곳은 진도 5강 정도의 심한 흔들림을 느꼈으며 다음 날 난카이 지진이 일어난 날 밤엔 아사쿠사를 중심으로 큰 화재가 일어났다. 에도의 무사 주택 및 여러 상가들이 붕괴되었으며 옛 강이 요동치거나 수면의 큰 요동으로 배가 전복되는 등 장주기 지진동이 일으킨 것으로 보이는 현상도 관측되었다.
도카이 지방을 중심으로 토양액상화 현상이 일어나 고문서 여럿에 '땅 위로 진흙이 분출했다'는 등의 기록이 자주 나왔다. 예를 들어, 도쿄 대학 지진연구소에 소장된 스루가의 "갑인년 11월 스루가국의 거대지진으로 진흙이 분출하는 그림"(甲寅の十一月駿河の国大地震により泥水をふき出す図)이 있으며 누마즈 메이지 기록관에 소장된 "안세이 견문록"(安政見聞録)에서는 논이 호수처럼 되버린 광경을 그린 그림이 존재한다.
미시마슈쿠에선 슈쿠가 한채도 남지 않고 모조리 무너졌으며 마을 하나가 화재로 소실되고 땅엔 물을 뿜어내는 곳도 있었다. 누마즈슈쿠에서도 집이 대부분 무너졌으며 누마즈 성이 큰 피해를 입었다고 기록되어 있다. 요시와라슈쿠에선 흙탕물이 3m 정도 밀려올라오고 슈쿠가 반 정도 불에 타 소실되었으며, 후지강 나룻배 운행이 중단되었다고 기록되어 있다. 간바라슈쿠와 에지리슈쿠도 대부분이 불에 타 소실되었다.
시라토리야마산이 무너져 후지강을 막아 일시적으로 강을 그냥 건널 수 있게 되었지만 폐색호가 얼마 있지 않아 무너져 고칸지마와 미야지마 지역에 홍수가 일어나 집이 떠내려가고 2-3일 지나서야 물 흐름이 원래대로 돌아갔다.

### 지각 변동
지진에 의한 지각 변동 결과 오마에자키곶 지역은 0.8-1m 융기하였다. 하마나호 북부와 아쓰미만 연안 지역은 침강하였다. 전체적으로 동남쪽으로는 융기, 서북 내륙 지역은 침강하는 변동이 일어났다. 또한 단층 활동면은 해저에서 내륙까지 이어져 엔슈 사가라항은 1m 융기하였고 시미즈항은 융기로 항구가 사용 불가능해졌다. 사가라 지역은 연안 100m 지역이 물이 빠져 갯벌이 펼쳐졌다. 스루가만 서쪽은 연안 지역 요코스카에서 미나토 지역까지 1m 남짓 융기한 것으로 기록되어 있다. "자기 자식도 못 알아볼 정도"라고 할 정도로 험하다고 부르던 사타 고개(薩埵峠) 바로 아래 해안은 융기로 새로운 육지가 생겼으며, 이 지역에 현재의 국도 제1호선, 도메이 고속도로, 도카이도 본선이 지나가게 되었다.
후지카와강 하구 부근에선 이와부치 지진산(岩淵, 간바라 지진산으로도 불림)과 마쓰오카 지진산(松岡) 서쪽에 약 3m 가까이 되는 거대한 단층이 생겨 물길이 바뀌고 이 결과 간바라 지역은 경작지가 늘어났으나 역으로 동쪽 지역은 상습적인 홍수 피해를 입는 곳이 되었다. 이 때문에 간바라 지역에선 경작지 증가를 환영하면서 "지진 씨, 지진 씨, 다시 와 다오. 내 대에 한번, 손자 대에 두번 세번" 등의 노래가 유행하였다.
반면 하마나호 북쪽 지역은 침강하여 약 2,800섬의 토지가 호수에 잠기는 피해를 입었다.
이렇듯이 진원 동남쪽 지역이 융기하는 지각 변동은 호에이 지진 및 쇼와 도난카이, 난카이 지진 시기에서도 똑같이 보이는데, 이는 난카이 해곡 동쪽의 유라시아판과 만나는 지역의 충상단층(낮은 각도의 역단층)의 판 경계형 지진임을 보여주는 증거이다. 하지만 호에이나 쇼와 도난카이 지진과는 달리 안세이 도카이 지진 당시 융기했던 스루가만 서쪽의 시미즈, 미호 지역은 반대로 침강하였다.

### 화산 활동에 미친 영향
안세이 도카이 지진 시기에는 호에이 지진 이후 일어난 호에이 대분화와 달리 후지산에서 대규모 폭발은 없었다고 하나 소규모 화산 활동이 있었다는 기록도 남아 있다. 슨푸에서 지진 재해로 피해를 입은 주민들에게 죽을 나눠주는 그림인 "大地震御救粥並町方施米差出、其外諸向地震に付聞書一件・駿府士太夫町町頭、萩原四郎兵衛筆記" 그림에서는 안세이 도카이 지진이 일어난 시각과 거의 같은 때에 후지산 정상에 삿갓 모양의 검은 구름이 드리웠고, 당일 소 한마리만한 크기의 물체가 공중으로 날라가 튀었으며 팔부 능선 부근에 다수의 산불을 관측했다고 기록했다. 17일 후인 11월 21일 경에는 호에이산에서 완전히 시꺼먼 연기가 올라온다는 기록이 남아 있다. 또한 지진이 일어난 해의 겨울 후지산의 적설량은 봄철처럼 매우 적었다고 기록이 남아 있다.
안세이 도카이 지진 직전에는 1852년 니가타야게야마산, 1853년 우스산, 1854년 아소산이 분화 활동을 하고 있었다. 지진 이후인 1855년엔 다루마에산이, 1856년엔 홋카이도 고마가다케산과 아소산이 분화 활동을 하였다.

### 지진 규모
가와스미 히로시(河角廣, 1951)의 연구에서는 Mk7로 두고 규모를 대략 M8.4로 추산하였다. 우사미 타쓰오(宇佐美龍夫, 1970)는 추산 규모와 일본 기상청 규모 사이 관계를 통해 역시 규모 M8.4에 가까울 것이라 추론하였으나 이 때에는 모멘트 규모가 존재하지 않았고 1960년 발디비아 지진도 규모를 M8.5로 추산하고 있었다. 수치실험에선 크게 2가지 단층이 파열된 모델로 나왔다. 각 단층파괴의 개별 규모는 모멘트 규모로 Mw8.3, Mw8.1(총 합 Mw8.4)로 추정되었다. 안세이 도카이 지진의 단층 모델은 1944년 쇼와 도난카이 지진의 단층 모델의 길이와 폭을 연장시키고 스루가만 안쪽 서안 지역에 지각변동이 있었다는 것을 보여주는 자료와 스루가만 안에 쓰나미를 목격했다는 기록 등을 통해 스루가만 안쪽에 또 다른 단층을 두어 설계했다.
일본 내각부의 "난카이 해곡 거대지진 모델검토회"에서 출간한 "난카이 해곡 거대지진의 장주기 지진동 보고서"에서는 안세이 난카이 지진을 포함한 안세이 대지진은 전체적인 단층 모델에서 모멘트 규모 Mw8.84로 추정했는데 같은 모델을 이용한 건축연구소에서는 안세이 도카이 지진의 단층 모델에서 지진 모멘트 M0 = 9.02 × 1021N・m, 즉 모멘트 규모 Mw8.6으로 추정하였다.

### 진원역 문제

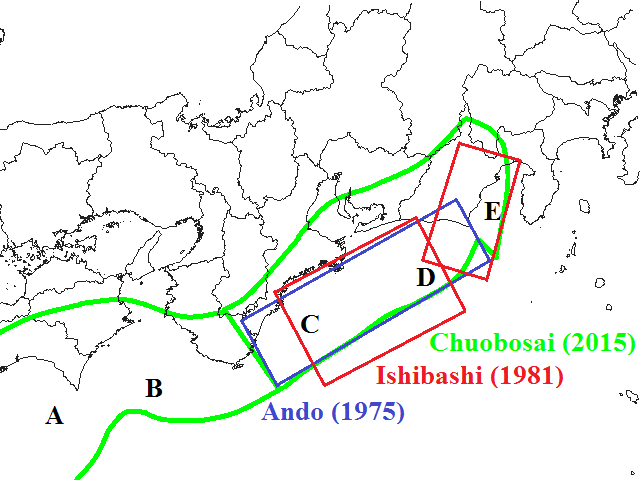
안세이 도카이 지진의 안도(安藤, 1975), 이시바시(石橋, 1981) 교수의 단층 모델을 이용해 구한 진원역(각 단층은 사각형 모양)을 그린 지도. 이 외에 난카이 해곡 거대지진 모델 위원회가 검토한 난카이 해곡 거대지진의 진원역도 그려져 있다.

안세이 도카이 지진의 단층모델을 처음으로 제시한 사람은 1973년 안도 마사타카로 판 구조론 성립 이후 1972년 가나모리 히로가 1944년 도난카이 지진이 난카이 해곡의 판 경계를 따라 일어난 낮은 각도의 역단층의 거대지진이라는 추정을 기반으로 해일의 높이 변동 및 쓰나미와 지진 진동 분포의 차이를 분석하여 가나모리의 1944년 도난카이 지진의 단층 모델에서 해곡 축을 평행하게 이동시켜 엔슈나다에서부터 세로 100km, 가로 230km 길이의 단층 모델을 제시하였다.
하지만 1976년 이시바시 가쓰히코는 지금까지 지진을 일으킬 능력이 없다고 평가받던 판 경계간 지점인 스루가 해곡을 같은 해 하토리 도쿠타로가 수집한 시즈오카현 문서의 지진사료를 종합적으로 검토하여 안세이 도카이 지진의 해안 지역 융기, 메이지 시기 이후의 지각변동, 진도 분포도 분석, 고지대에서 스루가만에 쓰나미가 들이닥치는 걸 목격했다는 기록을 통해 안세이 도카이 지진은 스루가만도 진원역에 속한다고 결론내리고 스루가 해곡도 판 섭입대 영역으로 거대지진을 일으킬 수 있다고 주장했다. 또한 간바라 지진산 형성 기록에서 진원역이 해안 안쪽에도 있었을 가능성이 있다고 말했다. 이를 바탕으로 구마노나다-엔슈나다의 진원 단층에 스루가만 안쪽 스루가 해곡 축선에 평행한 단층을 더한 모델을 제시했다.
한편 2011년 세노 데쓰조는 난카이 트로프 거대지진의 진원역을 A(도사만), B(기이수도), C(구마노나다), D(엔슈나다), E(스루가만) 5개 영역으로 나눈 후 도카이 쪽 구마노나다는 진원역에 속해 있으나 스루가만은 속하지 않은 '호에이형'과 안세이 도카이 지진처럼 구마노나다는 진원역에 속해지 있지 않으나 스루가만은 속해 있는 '안세이형' 2가지로 나눌 수 있으며 두 지진은 상호보완적 관계라고 주장했다. 이에 이시바시는 세노 교수가 안세이 도카이 지진은 구마노나다 연안의 진도가 비교적 낮다는 주장에 대해 '호에이형'이라고 가정한 1944년 도난카이 지진에서도 구마노나다 서쪽 지역의 진도는 별로 높지 않았다고 반박했으며, 안세이 도카이 지진에서 기나이 지역이 느낀 지진 강도나 유노미네온천의 온천수 용출 정지 현상 가능성, 호에이 지진과 안세이 지진 시기 지진 정보 및 문헌 기록의 양, 질 차이 등을 고려하지 않은 채 스루가만 지역의 진원역 논의 문제점을 지적하며 구마노나다를 진원역에 포함하지 않은 '안세이형' 등의 구분은 적절치 않다고 주장했다.
2017년 마쓰루아 라쓰코 교수는 안세이 도카이 지진의 지각변동 혹은 단층이 지상에 있었을 가능성에 대해 논박했는데, 간바라와 마쓰오카 지진산에 대하여 1970년대 아직 토지개발이 이뤄지지 않은 무렵 간바라 지진산으로 보이던 것이 후지강 하중도에 있는 것처럼 보이지만 강 양안 고저차가 거의 드러나지 않으며 산의 고도가 600m밖에 되지 않는다는 점 등을 들어 지진산이 지각 변동으로 생긴 것인지에 대해 심각한 의문이 있으며 안세이 도카이 지진의 진원역이 스루가만 안쪽까지 이어졌는지에 대해서는 신중한 재검토가 필요하다고 주장했다.
안세이 지진 및 호에이 지진의 진원역 논의는 미래에 일어날 것으로 예상되는 난카이 해곡 거대지진의 예측에 큰 영향을 주지만 지진계 계기 관측 기록이 없는 역사지진이란 큰 난관으로 진원역 논의조차 제대로 된 합의를 볼 수 없다는 문제점이 있다.

## 전조 현상
고기록에서는 '지진의 징조'라고 보이는 기록들이 여럿 기록되어 있으며, 이 중에는 지각변동이나 지진 활동이 활성화되는 것이라고 보이는 기록들도 있지만 도카이 지진과는 관련이 적은 기록들도 있다.
전년도에 일어난 오다와라 지진으로 소데시초(현 시즈오카시 시미즈구) 지역은 해안선이 낮아지고 융기하는 듯한 현상을 보여주는 기록이 있으며 반면 오마에자키 부근은 지진 이전까지 계속해서 바닷가가 침식되어 파괴되어 가는 등 침강 현상으로 보이는 기록이 남아있다. 또한 가와네(현 마키노하라시는 전년도에 땅울림 현상이 있었다고 하며, 기쿠가와 및 가와시로촌(둘 다 현 기쿠가와시)은 지진이 일어나기 며칠 전부터 큰 소리가 들렸다고 전해지고 있다.

## 전진, 여진 및 유발지진 활동

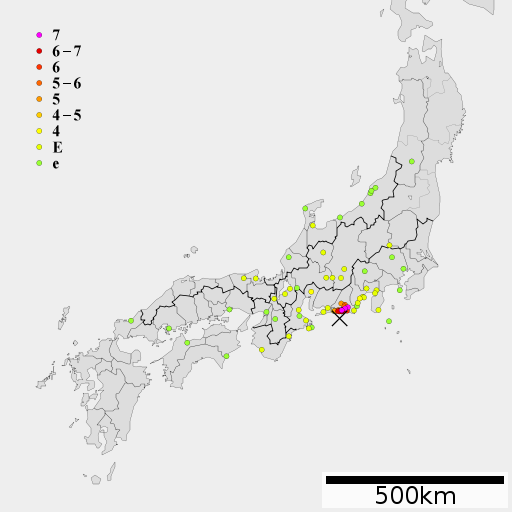
안세이 도카이 지진의 최대여진 진도 분포 지도.

안세이 도카이 지진의 전진으로는 본진 5개월 전인 1854년 7월 9일에 일어난 규모 M7.6급의 이가우에노 지진이 있다.
안세이 도카이 및 난카이 지진의 여진은 9년간 2,979회 기록되었다. 하지만 다음 날 안세이 난카이 지진이 일어나 특정 지진이 도카이 지진의 여진인지 난카이 지진의 여진인지 구분할 방법은 없다. 주요 여진에는 다음이 있다.
- 1855년 11월 7일(안세이 2년 음력 9월 28일) - 엔슈나다를 진원으로 하여 규모 M7-7.5급의 최대여진이 일어나 스루가만 해안가를 따라 가옥 붕괴, 땅 갈라짐, 진흙 분출 및 쓰나미 피해가 있었다.[45] 안세이 에도 지진 4일 전에 일어났다.

또한 안세이 도카이 지진의 영향으로 진원역 및 여진 지역과도 멀리 떨어진 지역에서 규모가 큰 유발지진이 수 차례 일어났다. 주요 유발지진에는 다음이 있다.
- 본진 75일 후인 1855년 3월 18일(안세이 2년 2월 1일) 도야마현 조하나-호키와키 지역에서 규모 M6 후반급의 지진인 히다 지진이 일어났다.
- 본진 약 11개월 후인 1855년 11월 11일(안세이 2년 10월 2일) 규모 M7.0-7.1급의 안세이 에도 지진이 일어났다.
- 4년 반 후인 1858년 4월 9일(안세이 5년 2월 26일) 규모 M7.0-7.1급의 히에쓰 지진이 일어났다. 그 후 14일 뒤인 4월 23일(음력 3월 10일)에는 시나노오마치 지진이 일어났다(시나노 서북부 지진).
- 1861년 2월 14일에는 규모 M6.0급의 분쿠 니시오 지진이 일어났다. 진원역은 1945년 1월 13일 일어난 미카와 지진의 진원과 거의 같다.[71]

## 쓰나미
보소반도에서 도사국 지역까지 쓰나미가 덮쳤으며 특히 이즈국 시모다에서 구마노나다 지역이 가장 큰 피해를 입었다. 최대 쓰나미 높이는 고카시에서 10m, 도바시에서 5-6m, 니시만에서 6m, 니기시마초에서 9m, 오와세시에서 6m 정도였다. 스루가만 서쪽과 엔슈나다에서는 물빠짐 현상 다음 쓰나미가 덮쳤지만, 이즈반도 연안에서는 물빠짐 현상 없이 곧바로 쓰나미가 닥쳤다. 이즈반도 지역은 오후까지 최대 높이가 덮친 제2파를 포함하여 총 3번의 쓰나미가 들이닥쳤다. 시마반도의 구자키초에서 쓰나미가 덮친 제일 높은 곳에 있는 비석인 "조후쿠시 쓰나미유실탑"(常福寺津波流失塔)에서는 "쓰나미가 시로야마산의 모이야마 비탈을 넘었으며 히코마에서 5척(현대의 약 22.7m)에 달했다"라고 기록되어 있다.
전체적인 쓰나미 높이는 특히 도카이 지방 동부에서 도난카이 지진보다 더 높이 들이닥쳤으며, 호에이 지진 시기 도카이 지방에 온 쓰나미 높이와 비슷하나 시마반도 일부 지역에서는 호에이 때보다 더 높은 쓰나미가 닥쳤다. 한편 메이오 지진 시기 일어난 쓰나미는 특히 이즈반도 서부에서 더 높은 쓰나미가 닥친 것으로 추정된다.
| 지역              | 지역                     | 추정 쓰나미 높이 | 추정 쓰나미 높이                 | 추정 쓰나미 높이       | 추정 쓰나미 높이      | 추정 쓰나미 높이 |
| 지역              | 지역                     | 고문서의 기록 | 이마무라 (1935-40)               | 하토리 (1977-84)       | 쓰지 (2007-11)        | 기타             |
| ----------------- | ------------------------ | --- | -------------------------------- | ---------------------- | --------------------- | ---------------- |
| 시모사 조시       | 현 지바현 조시시         | 나라이초사(名洗町史)에서 어선이 조난하여 선원 3명이 익사했다는 기록이 있다. |                                  | 1-2m                   |                       |                  |
| 가모가와          | 현 가모가와시            | 신조지(神蔵寺)의 돌계단이 두칸 아래 바로 밑까지 물에 잠겼다. |                                  | 3-4m                   |                       |                  |
| 에도마에          | 현 도쿄만                | 3-4척 높이의 수위 상승이 기록되어 있다. |                                  | 1-1.2m                 |                       |                  |
| 무사시 나마무기   | 현 가나가와현 요코하마시 | 세키구치가 일기(関口家日記)에서 지진 후 물이 급격하게 빠지다가 갑자기 물이 다시 들어쳤다고 기록하였다.                                                                                 |                                  | 1-2m                   |                       |                  |
| 우라가            | 현 요코스카시            | |                                  | 2-3m                   |                       |                  |
| 후쿠우라          | 현 유가와라정            | 신사 앞 계단까지 쓰나미가 들이닥쳤다고 기록되어 있다. |                                  | 7m?                    |                       |                  |
| 지치지마 섬       | 현 도쿄도 오가사와라촌   | '菊池作次郎御用私用留'에서는 법당에 남아있는 것이 없을 정도로 파도가 쓸고 지나가고 선박이 사라졌으며 집들도 전부 남는게 없을 정도로 쓰나미가 몰아쳤다고 기록되어 있다.                 |                                  | 3-4m                   | 오쿠무라 5m 오무라 3m |                  |
| 이즈 아타미       | 현 시즈오카현 아타미시   | 배가 전복하고 표류했다는 기록이 있다. |                                  | 6.2m                   |                       |                  |
| 아지로            | 현 아타미시              | 아지로무라서(網代村誌)에서는 바다에 파도가 육지 깊숙히까지 들어와 2-3개 마을이 만조가 된 듯 물에 잠겨버렸다고 기록되어 있다.                                                           |                                  | 3m                     |                       |                  |
| 시모다            | 현 시모다시              | "虫蔵後記"에서는 시모다에서 커다란 쓰나미가 동시에 밀어닥쳐 인가 89채가 유실되고 수천 평의 땅이 물에 잠겼다고 기록되어 있다.                                                           | 5.7m 오카가타 4.8m 가키자키 6.7m | 4.4-6.8m 가카자키 6.4m |                       | 가카자키 6.7m    |
| 이루마            | 현 미나미이즈정          | |                                  |                        | 16.5m                 |                  |
| 도토미 아라이     | 현 고사이시              | 대지진 대쓰나미(大地震大津浪)의 기록에서는 아라이 관문의 슈쿠 집이 전부 무너졌으며 큰 쓰나미가 몰아닥쳤다고 기록되어 있다.                                                             | 3.0m                             |                        |                       |                  |
| 마이사카          | 현 고사이시              | 대지진 대쓰나미(大地震大津浪)의 기록에서는 쓰나미가 대부분을 휩쓸어가 사라졌다고 기록되어 있다.                                                                                        | 4.9m                             |                        |                       |                  |
| 이세 구와나       | 현 미에현 구와나시       | "諸国大地震大津浪一代記"에서는 같은날 큰 지진이 일어난 후 큰 쓰나미가 몰아닥쳐 마을 안에 물이 들이닥치고 대부분을 쓸어가버렸다고 기록되어 있다.                                        |                                  | 2m                     |                       |                  |
| 쓰                | 현 쓰시                  | 오카야스 일기(岡安定日記)에서는 키 높이만큼의 쓰나미가 왔다고 기록되어 있다. |                                  | 2.5m                   | 2.1-3.9m              |                  |
| 오미나토          | 현 이세시                | 대략 서너 장의 쓰나미가 왔다고 기록되어 있다. |                                  | 5-6m                   |                       |                  |
| 후타미            | 현 이세시                | 바닥 위로 두세 척이 침수되었다고 기록되어 있다. |                                  | 5m                     |                       |                  |
| 도바              | 현 도바시                | "続地震雑纂"에서는 도바 지역에서 5-6척에 달하는 쓰나미가 왔으며 무라카타 지역에서는 대략 3장의 쓰나미가, 다른 지역에서도 2장이 넘는 쓰나미가 몰아쳤다고 기록되어 있다.                 |                                  | 5.5m                   | 2.6-5.8m              |                  |
| 구니사키          | 현 도바시                | "常福寺津波流失塔"에서는 히코마에 7장 5척 정도의 쓰나미가 덮쳤다고 기록되어 있다. |                                  | 6m                     | 20.8-21.1m            | 22.7m            |
| 고쿠푸            | 현 시마시                | |                                  | 8-10m                  | 4.0-10.5m             |                  |
| 유와구            | 현 시마시                | "大地震大津波流倒之記"에서는 좌우파가 서로 간섭을 일으켜 3장 정도의 쓰나미가 몰아닥쳐 파도가 마치 큰 산처럼 보였다고 기록되어 있다.                                                    |                                  | 8m                     | 10.9m                 |                  |
| 기이 오와세       | 현 오와세시              | "九木浦庄屋宮崎和右衛門御用留"에서는 4-5척 정도의 쓰나미가 신사를 덮쳐 참배객들이 해저로 끌러갔다고 기록되어 있다.                                                                     |                                  | 6-8m                   | 구키 8.5m             |                  |
| 가타              | 현 오와세시              | "大地震津浪之事"에서는 3장 정도의 쓰나미가 몰아닥쳤으며 호에이 시기보다 3척 4-5촌정도 더 높았다고 기록되어 있다.                                                                       |                                  | 7-8m                   | 7.0-9.6m              |                  |
| 니기시마          | 현 구마노시              | "安政元年甲寅十一月四日大湊大地震之事"에서는 쓰나미 높이가 3장에 이를 정도라고 기록되어 있다.                                                                                          |                                  | 8m                     |                       |                  |
| 아타시카          | 현 구마노시              | "山崎氏不事控"에서는 쓰나미가 덮친 후 남아있는 집이 없다고 기록되어 있다. |                                  | 8-10m                  | 10.5m                 | 11.5m            |
| 가쓰우라          | 현 나치카쓰우라정        | "新田家過去帳"의 기록에서는 쓰나미가 닥쳐 해안 양쪽이 침수되고 대지진 직후 얼마 되지도 않아 바로 쓰나미가 몰아쳐 도로가 반쯤 침수되었다고 기록되어 있다.                               |                                  |                        |                       | 6m               |
| 구시모토          | 현 구시모토정            | "有田浦庄屋地震津浪の記"에서는 바다 아래 깊숙히에서 파도가 올라와 육지를 덮쳐 도로의 절반 정도까지 물이 찼다고 기록되어 있다.                                                          |                                  |                        |                       | 2m               |
| 고자              | 현 구시모토정            | "安政之大地震"에서는 지진 당일 맑고 바람이 약간 부는 날씨였는데, 갑작스럽게 거대한 파도가 몰아처 주민들이 미나진사(みな寺)로 대피하였고 집 70여채가 완전히 파괴되었다고 기록되어 있다. |                                  | 4m                     |                       |                  |
| 아와국 시시쿠이   | 현 도쿠시마현 가이요정   | "震潮記"에서는 진시 하각에 중간 정도의 지진이 오고 나서 해수면이 바닥을 볼 정도로 내려가더니 파도가 갑자기 몰아처 강을 절반정도나 거슬러 올라왔다고 기록되어 있다.                     |                                  | 1m                     |                       |                  |
| 미국 샌프란시스코 |                          | 1피트 이하 |                                  |                        |                       | 0.3m 이하        |

### 스루가만
스루가만에서는 여러 문헌에서 쓰나미가 들이닥치기 직전에 대포를 쏘는 듯한 소리가 들렀다고 기록하고 있다. 대표적으로 이즈반도지진사과(伊豆半島地震史料)에서는 "고텐진이나 높은 산 쪽에서 있던 사람은 구름 사이 바다 7-80리 너머에서 대포를 쏘는 듯한 소리가 들리더니 바닷가 여울의 물안개가 하늘로 올라가 수면에 오목하게 큰 물고리를 이뤄 사방으로 뻗어나가 덮쳤다"라고 기록하고 있다. 이외도 스루가만 해안에서 해수면이 산더미처럼 올라가다 무너지는 것을 목격했다는 기록도 있다.

### 시모다
러시아 프리깃 디아나호는 시모다에서 지진이 일어난 지 15-20분 후에 쓰나미가 들이닥쳤으며, 해리스 일본체류기에서는 두 번째로 밀려온 쓰나미의 높이가 대략 5-6m에 달했다고 서술하고 있다. 시모다에선 오후까지 총 7-8회의 쓰나미가 들이닥쳐 시가지가 완전히 파괴되었다. 항구에 생긴 큰 소용돌이에 휩쓸린 디아나호는 여러번 함체가 회전하다 침수되고 난파되어 수리를 위해 헤다어항으로 회항하다가 폭풍우에 휩쓸려 양력 1855년 1월 15일(음력 1854년 11월 27일) 20시경 다고노라 인근 해역에 좌초하였고 어선으로 견인 중 1월 19일(음력 12월 2일) 14시경 침몰하였다. 시모다에서만 주택 841채 유실, 30채가 반파하여 피해를 입지 않은 집은 단 4채밖에 없었으며 99명이 쓰나미에 휩쓸려 사망했다. 당시 시모다는 러시아와 일본의 통상 교섭 장소라 빠른 복구가 필요했다. 이에 따라 막부는 급하게 지진 6일 후인 음력 11월 10일 쌀 1,500섬, 금 3,000냥을 시모다에 지원하고 집이 유실한 경우 금 3분, 집이 침수한 경우 금 2분, 사망자 1명당 간에이쓰보 1관 만큼 이재민 구제금을 지원하였다.

### 하마나호 지역
하마나호 입구의 마이사카슈쿠는 대략 3장(현재의 9m 정도)에 달하는 쓰나미가 들이닥쳐 마이사카슈쿠에서만 유실된 주택 8채, 완전 붕괴 58채, 파손 214채의 피해를 입었으며 인명 피해는 없었다. 이는 호에이 지진 당시의 경험이 대대로 내려와 지진 직후 대부분의 사람들이 피난을 갔기 때문이다. 한편 아라이 지역은 대략 2장 6척(8m)의 쓰나미가, 아라이 관문은 1장(3m)가 넘는 쓰나미가 덮쳐 마을 주택들이 쓸려나가고 관문이 파괴되었다. 이후엔 조수가 높아져 나룻배가 위험해질 정도가 되어, 이듬에 참근교대에서는 우회로로 기소카이도나 혼사카도리가 사용되었다. 이는 호에이 지진 직후에도 일어났던 일이었다.

### 나고야
나고야는 지진으로 하천 제방이 붕괴한 데다가 하천을 거슬러 온 쓰나미까지 한데 덮쳐 큰 피해를 입고 시내 대부분이 침수되었다. 총 나무 426그루, 배 4척이 유실되었으며 집 4,081채가 쓰나미에 떠내려가거나 파괴되었다. 또한 440섬에 달하는 논밭이 물에 잠기고 507섬에 달하는 논밭은 모래밭이 되어 황폐화되었다.

### 기이반도
기슈번의 이세, 기이 지역 영지는 양력 12월 4일, 5일 이틀 두번 덮친 쓰나미로 논밭 총 16만 8천 섬 이상의 지역이 황폐화되었으며 집 26,608채가 유실, 붕괴되거나 소실되는 등 파괴되는 피해를 입었고 여기에 쌀 890섬, 목재 15,480개, 선박 1,455척, 옛 고찰 5개소가 유실되는 피해를 입었으며 총 699명이 사망했다.
오와세(현 오와세시)에서는 이전의 호에이 지진 당시에는 지진 이후 쓰나미가 오기 전까지 밥 한끼 지을 시간의 간격이 있었으며 우물물이 마른데다 바닷물이 해안선에서 약 300m 정도 떨어진 스즈메지마섬까지 물이 빠지는 등의 전조가 보였다. 하지만 안세이 지진 때에는 시간 간격도 술 한잔을 마실 정도도 아닐 정도로 별로 없었으며 우물물도 전혀 마르지 않은 채 길을 5-6정(5-600m) 정도 걸을 시간 사이에 약 2장(6m)의 쓰나미가 덮쳐 마을 주민들이 매우 당황했다는 기록이 남아 있다. 나치카쓰우라정에도 비슷한 내용의 전설이 있다.

### 아와
아와 시시쿠이 지역은 4일 진시 하각(오전 9시경) 지진이 일어나고 해수면이 순식간에 올라가 구마지시마섬을 치고 넘어 시시쿠이가와천 가운데까지 3번 거슬러 올라와 많은 사람들이 놀라 사방으로 도망쳐 산 위로 도피하는 등의 일이 있었다. 아와국 지역은 다음 날인 5일 안세이 난카이 지진의 쓰나미로 집 141채가 유실되고 8명이 사망하는 피해를 입었다.

### 도사
도사 우사 지역(현재의 도사시)에서는 "4일 아침 해가 고튼 직후 지진이 일어나 해안선이 어지러워졌다"라는 기록이 있으며, 이리노(현 구로시오정)에서도 "4일 낮 약간의 흔들림이 있더니 해수면이 출렁거리고 소용돌이가 생기는 일이 있었다"라고 기록하였다. 이다(현 구로시오정)에서도 바닷가에 물이 약간 넘쳐 물건들이 떠내려가는 일이 있었다고 기록하고 있다.

### 규슈 및 기타 원거리 쓰나미
분고의 사이키 번 지역도 4일 아침 가벼운 지진이 있은 후 해수면이 심하게 흔들려 불안감이 있어 경계심이 높았던 와중 다음 날 일어난 난카이 지진으로 쓰나미가 시가지를 덮쳤다. 사이키는 호에이 지진 당시에도 쓰나미 피해가 컸던 곳으로 대지진이나 쓰나미가 일어났을 경우 성문을 열고 천민이나 백성을 대피할 수 있도록 허가하였다.
오가사와라 제도에도 쓰나미가 덮쳤다는 기록이 있으며 지치지마 섬 오쿠무라는 5m의 쓰나미가 덮쳐 일부 집이 유실되는 피해를 입었으며 오무라에도 3m의 쓰나미가 덮친 것으로 추정된다. 쓰나미는 태평양 너머 미국 샌프란시스코에도 닿아 대략 1피트(30cm)의 쓰나미가 있었다는 기록이 있다.
대일본지진사과(大日本地震史料)에 따르면 지진과 쓰나미로 집 8,300채가 유실, 600채가 화재로 소실, 압사 300명, 쓰나미에 쓸려가 사망 300명으로 기록되어 있다. 하지만 지진의 규모에 비해 기록된 피해가 너무 적어 실제로 입은 피해는 완전히 파괴된 집이 3만채, 사망자 2-3천명까지 있다는 설이 있다.

## 같이 보기
- 안세이 난카이 지진
- 재해기념비